# Cnidoscolus pavonianus
Cnidoscolus pavonianus är en törelväxtart som först beskrevs av Johannes Müller Argoviensis, och fick sitt nu gällande namn av Francisco Javier Fernández Casas. Cnidoscolus pavonianus ingår i släktet Cnidoscolus och familjen törelväxter.
Artens utbredningsområde är Peru. Inga underarter finns listade i Catalogue of Life.